# Novokhopiorsk
Novokhopiorsk (en russe : Новохопёрск) est une ville de l'oblast de Voronej, en Russie, et le centre administratif du raïon de Novokhopiorsk. Sa population s'élevait à 5 855 habitants en 2020.

## Géographie
Novokhopiorsk est située sur la rive droite de la rivière Khopior, un affluent de la rive gauche du Don. Elle se trouve à 270 km au sud-est de Voronej.
Cinq kilomètres à l'ouest de la ville, se trouve la gare ouverte en 1895 sur la ligne de chemin de fer Kharkiv – Balachov – Penza. Autour de la gare, s'est développée la commune urbaine de Novokhopiorski, qui a pratiquement fusionné avec Novokhopiorsk et compte une population équivalente.

## Histoire
Depuis le milieu du XVIIe siècle, sur le site actuel de Novokhopiorsk se trouvait un hameau cosaque appelé Pristanski. Ce village fut détruit en 1708 pendant le soulèvement des Cosaques sous l'ataman Kondrati Boulavine (1660-1708).
En 1710, Pierre le Grand signa un décret pour bâtir à cet endroit la forteresse Khopiorskaïa, dont le nom dérive de la rivière qui y passe. L'année 1710 est considérée comme l'année de fondation de la ville.
Novokhopiorsk reçut le statut de ville en 1779.

## Population
Recensements ou estimations de la population
| 1856  | 1897* | 1926* | 1939* | 1959* | 1970* |
| ----- | ----- | ----- | ----- | ----- | ----- |
| 4 300 | 5 945 | 7 100 | 8 500 | 8 900 | 8 719 |

| 1979* | 1989* | 2002* | 2010* | 2013  | 2014  |
| ----- | ----- | ----- | ----- | ----- | ----- |
| 8 757 | 8 048 | 7 640 | 6 849 | 6 574 | 6 472 |

| 2015  | 2016  | 2017  | 2018  | 2019  | 2020  |
| ----- | ----- | ----- | ----- | ----- | ----- |
| 6 380 | 6 247 | 6 188 | 6 108 | 6 013 | 5 855 |